# Nikon D2X

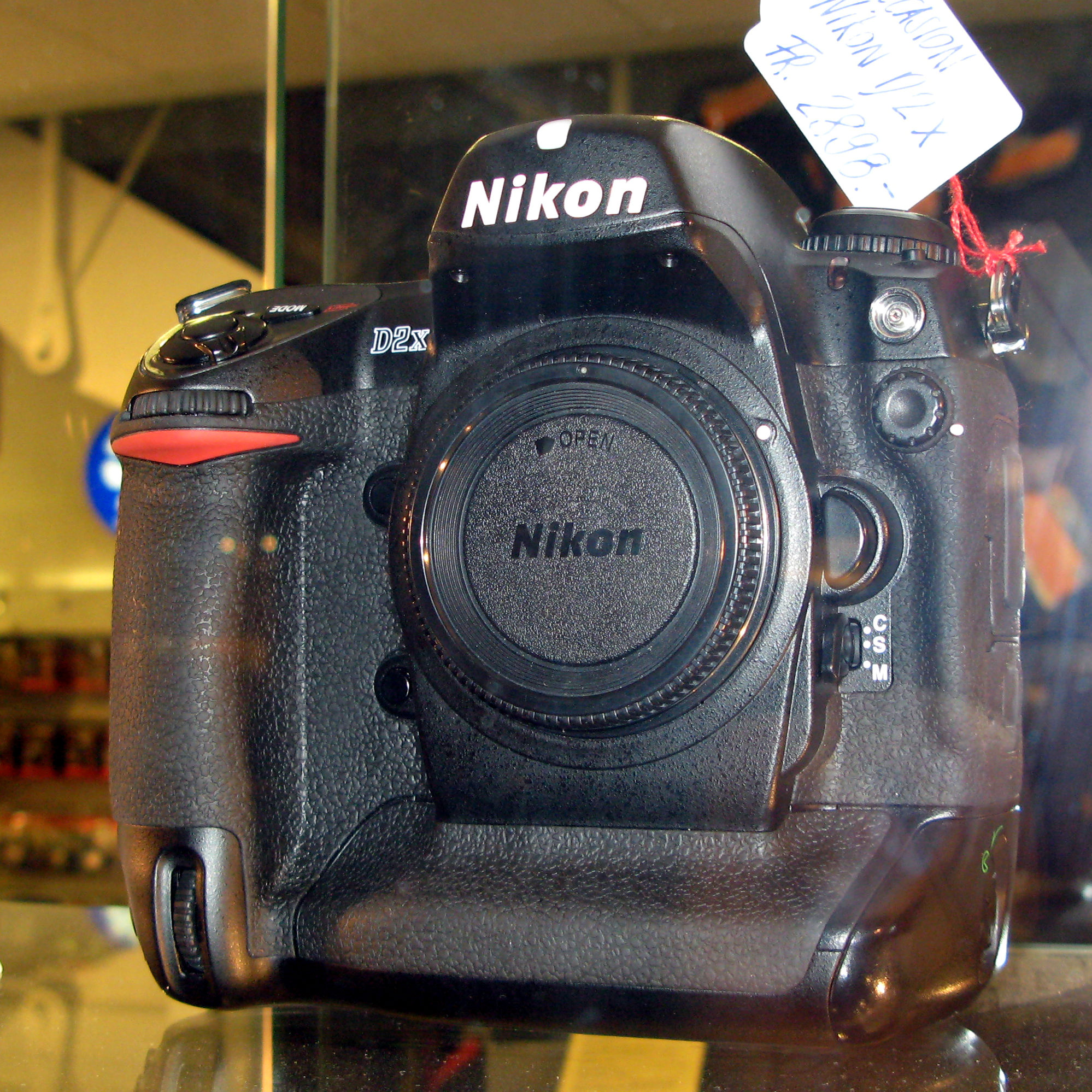
En bild på hur kameran ser ut

Nikon D2X är en 12,4-megapixel professionell digital systemkamera med autofokus tillverkad av Nikon.